# خوسيه دي البوكيرك
خوسيه دي البوكيرك (مواليد 20 أبريل 1935) هو مبارز بالسيف برتغالي، مثّل بلاده في الألعاب الأولمبية الصيفية 1960.

## روابط رياضية
خوسيه دي البوكيرك على موقع أوليمبيديا (الإنجليزية)